# Política identitaria
La política identitaria o política de identidad es un enfoque y análisis político basado en la priorización, por parte de las personas, de los aspectos más relevantes de su particular identidad racial, religiosa, étnica, sexual, social, cultural u otra, y formando alianzas políticas exclusivas con otros de este grupo identitario, en vez de involucrarse en políticas de partido más amplias y tradicionales. Los identitaristas, quienes priorizan su tipo particular de política de identidad, promueven los intereses de su grupo sin consideración por los intereses de diversos grupos políticos más grandes y diversos que se basan más bien en una ideología común.
En uso académico, el término política identitaria se ha usado para referirse a una gama ancha de actividades políticas y análisis teóricos arraigado en experiencias de injusticia compartida por distintos grupos sociales. En este uso, la política identitaria típicamente apunta a reclamar mayor autodeterminación y libertad política para grupos marginados a través del entendimiento de la naturaleza distintiva de cada grupo de interés y desafiando caracterizaciones impuestas por terceros, en vez de organizarse alrededor de ideologías o afiliaciones de partido. La identidad está utilizada "como una herramienta para justificar reclamaciones políticas, promover ideologías políticas, o estimular y orientar acción social y política, normalmente en un contexto más grande de desigualdad o injusticia y con el objetivo de afirmar la unicidad y pertenencia al grupo, así como ganar poder y reconocimiento."
El término política identitaria ha estado en uso en el idioma inglés en varias formas desde los años sesenta o setenta, pero ha sido en ocasiones aplicado con significados radicalmente diferentes por distintos grupos.
Los ejemplos incluyen políticas identitarias basadas en edad, religión, clase social, profesión, cultura, lengua, discapacidad, educación, raza o etnicidad, lengua, sexo, identidad de género, ocupación, orientación sexual, población urbano o rural, y veteranía.

## Historia
El término política identitaria ha sido utilizada en el discurso político en los Estados Unidos desde al menos los años setenta.  Para aquellos que se sienten oprimidos y sufriendo supuestas injusticias sociales sistémicas, el objetivo de la política identitaria ha sido el articular tal sentimiento de sufrimiento y opresión en términos de su propia experiencia a través de procesos de conscientización y acción colectiva. Uno de los ejemplos escritos más tempranos puede ser encontrado en la declaración del grupo feminista negro Colectivo Combahee River, en abril de 1977, el cual se ha reimpreso en varias antologías, y Barbara Smith y el Combahee River Collective ha sido acreditado con la invención del término. Por ejemplo, en su declaración final, ellas dijeron:

Desde pequeñas nos dimos cuenta que éramos diferentes de los chicos y de que se nos trataba diferente –  por ejemplo, cuando al mismo tiempo nos dijeron que nos quedáramos calladas por el bien de ser 'femeninas' y para hacernos menos objetables en los ojos de los blancos. 
En el proceso de toma de conciencia y que en realidad es de compartir la vida, comenzamos a reconocer lo común de nuestras experiencias, desde el compartir y crear conciencia, a construir una política que cambiará nuestras vidas y terminará inevitablemente con nuestra opresión... 
Darse cuenta de que las únicas personas que se preocupan lo suficiente por nosotros como para trabajar constantemente por nuestra liberación somos nosotros. Nuestra política evoluciona a partir de un amor saludable por nosotras mismas, nuestras hermanas y nuestra comunidad que nos permite continuar nuestra lucha y nuestro trabajo. Este enfoque en nuestra propia opresión está incorporado en el concepto de política de identidad. Creemos que las políticas más profundas y potencialmente más radicales surgen directamente de nuestra propia identidad, en lugar de trabajar para acabar con la opresión de otra persona
Zillah R. Eisenstein (1978)

La política identitaria, como modo de categorización, está estrechamente vinculado a la idea de que algunos grupos sociales son oprimidos (como mujeres, minorías étnicas, y minorías sexuales); es decir, la declaración de que individuos que pertenecen a aquellos grupos son, debido a su identidad, más vulnerables a formas de opresión como imperialismo cultural, violencia, explotación laboral, marginación, o ausencia de poder. Por tanto, estas líneas de diferencia social pueden ser vistas como maneras de obtener poder o vías a través de las cuales trabajar hacia una sociedad más igual.
Algunos grupos han combinado políticas identitarias con análisis marxistas de clase social  y conciencia de clase — el ejemplo más notable siendo el Partido Pantera Negra. Otro ejemplo es el grupo MOVE, que mezcló el nacionalismo negro con el anarquismo primitivista (una forma radical de la política verde basada en la idea que la civilización es un instrumento  de opresión, defendiendo el regreso a una sociedad de cazadores recolectores). La política identitaria puede ser de derecha o de izquierda, siendo ejemplos del primero el Lealismo en Úlster, el islamismo y movimientos fundamentalistas cristianos. Ejemplos de políticas identitarias de izquierda son los mencionados nacionalismo negro, movimiento LGBTQ, y Acción Antifascista (o movimiento antifa), entre otros.
Durante los años ochenta, las políticas identitarias se volvieron muy prominentes y estaban vinculadas a una nueva ola de activismo social.
A mediados de la década de 2010 se ha visto un aumento marcado de políticas identitarias, tanto de izquierda como de derecha. Este fenómeno está atribuido al aumento de la diversidad demográfica y la perspectiva de los blancos convirtiéndose en una minoría en los EE. UU. Tales cambios han conducido a la polarización política, a la afiliación política de muchos con causas de extrema izquierda o derecha.
Esto incluye, según algunos, la elección presidencial de Donald Trump, al que la izquierda política estadounidense atribuye el apoyo del prominentes supremacistas blancos como David Duke y Richard B. Spencer (ambos repudiados por Trump).

## Debates y crítica

### Naturaleza del movimiento
El término política identitaria ha sido aplicado y malversado retroactivamente por varios movimientos desde mucho antes de ser acuñado. El historiador Arthur Schlesinger Jr. discute extensamente sobre política identitaria en su libro de 1991 La Desunión de América.  Schlesinger, un fuerte defensor de concepciones liberales de los derechos civiles, argumenta que una democracia liberal requiere una base común para que la cultura y la sociedad funcionen. Más que ver la sociedad civil como fracturada a lo largo de líneas de poder y marginación (según carrera, etnicidad, sexualidad, etc), Schlesinger sugiere que basar la política en marginaciones grupales es precisamente lo que fractura la sociedad civil, y que la política de identidad por tanto trabaja contra la creación de oportunidades reales para acabar con la marginación. Schlesinger opina:

los movimientos por los derechos civiles deberían apuntar a la total aceptación e integración de grupos marginados, dentro de la cultura general, en lugar de … perpetuar la marginación a través del énfasis en las diferencias.

De modo parecido, Brendan O'Neill ha sugerido que las políticas identitarias causan (en lugar de sencillamente reconocer y actuar sobre) cismas políticos a lo largo de líneas de identidad social. Así,  contrasta la política del movimiento de liberación LGBT y la política identitaria al decir:

[Peter] Tatchell also had, back in the day, … a commitment to the politics of liberation, which encouraged gays to come out and live and engage. Now, we have the politics of identity, which invites people to stay in, to look inward, to obsess over the body and the self, to surround themselves with a moral forcefield to protect their worldview—which has nothing to do with the world—from any questioning."

De esta y otras formas, una perspectiva política orientada al propio bienestar puede ser reformulada como causante de las mismas divisiones que insiste en denunciar.
In this same vein, author Owen Jones argues that identity politics often marginalize the working class, saying that: 

In the 1950s and 1960s, left-wing intellectuals who were both inspired and informed by a powerful labour movement wrote hundreds of books and articles on working-class issues. Such work would help shape the views of politicians at the very top of the Labour Party. Today, progressive intellectuals are far more interested in issues of identity. ... Of course, the struggles for the emancipation of women, gays, and ethnic minorities are exceptionally important causes. New Labour has co-opted them, passing genuinely progressive legislation on gay equality and women's rights, for example. But it is an agenda that has happily co-existed with the sidelining of the working class in politics, allowing New Labour to protect its radical flank while pressing ahead with Thatcherite policies.
Owen JonesChavs: The Demonization of the Working Class

### Temas LGBT
El movimiento de liberación gay de finales de los años sesenta hasta mediados de los años ochenta instó a lesbianas y hombres gay a comprometerse en acción directa radical, y a contrarrestar la vergüenza social con el orgullo gay. En el espíritu feminista de las personas actuando políticamente, la forma más básica de activismo era un énfasis en salir del armario con la familia, amigos y colegas, y vivir la vida como una persona abiertamente lesbiana o gay. Mientras los años setenta fueron la cumbre  de la "liberación gay" en la ciudad de Nueva York y otros cascos urbanos en los Estados Unidos, "liberación gay" era aún el término usado en vez de "orgullo gay" en áreas más opresivas a mediados de los ochenta, con algunas organizaciones optando por el más inclusivo "liberación lesbiana y gay". Mientras mujeres y activistas transgénero cabildearon a favor de nombres más inclusivos desde el principio del movimiento, el acrónimo LGBT, o "Queer" como taquigrafía contracultural para LGBT, no obtuvo mucha aceptación como término sombrilla hasta mucho después en los ochenta, y en algunas áreas no hasta los noventa o los años 2000.
Por los años 2000, en algunas áreas de estudios queer postmodernos, notablemente aquellos alrededor género, la idea de "política identitaria" empezó a mutar de aquella de nombrar y reclamar la experiencia vivida, y la autoridad que surge de tal experiencia, al énfasis de la elección y el desempeño. Algunos que bosquejan sobre el trabajo de autores como Judith Butler, enfatizan la importancia de no suponer una identidad ya existente, sino de rehacer y deshacer identidades a través del "desempeño". Escritores en el campo de la teoría Queer han tomado esto al extremo de argumentar que "queer", a pesar de generaciones de uso concreto, ya no necesita referirse a ninguna orientación sexual concreta en absoluto; sino que consiste simplemente en salirse de lo convencional, con el autor David M. Halperin argumentando que las personas heterosexuales pueden ahora también autoidentificarse como "queer," lo que algunos ven como una forma de apropiación cultural que roba a los gais y lesbianas su identidad y hace invisible e irrelevante la experiencia real vivida, la misma que les ocasiona ser marginados en primer lugar. "Desexualiza la identidad, cuando el asunto es precisamente la identidad sexual." Ver heterosexualidad queer.
Algunos defensores de las políticas identitarias toman posiciones con base en el trabajo de Gayatri Chakravorty Spivak y han descrito algunas formas de política de identidad como esencialismo estratégico, una forma que ha buscado trabajar con discursos hegemónicos para reformar el entendimiento de "objetivos" universales.

### Críticas de la política identitaria

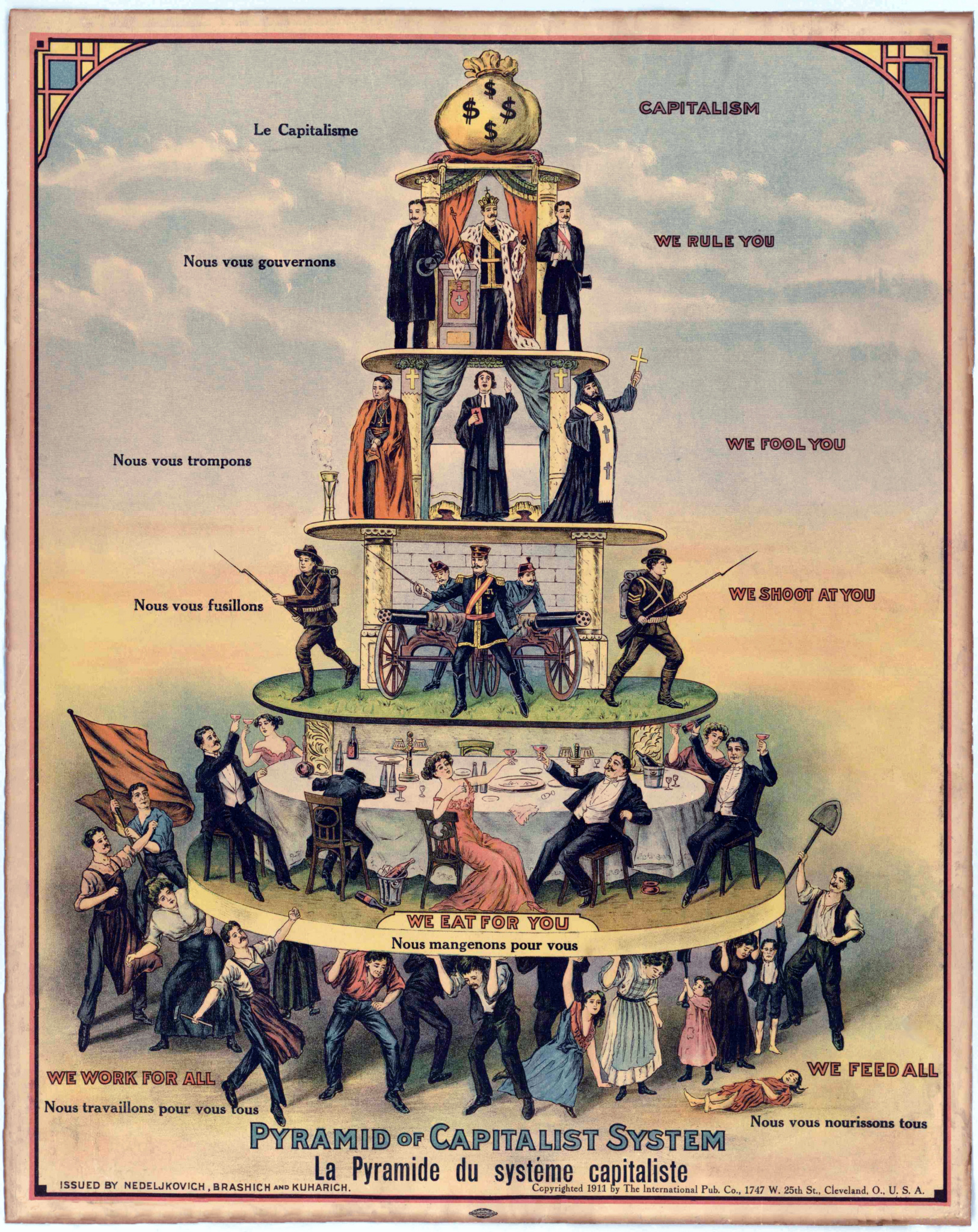
El cartel "Pirámide del Sistema Capitalista" de los Trabajadores Industriales (1911)

Los críticos argumentan que grupos basados en una identidad compartida particular (p. ej. carrera, o identidad de género) puede desviar energía y atención de cuestiones más fundamentales, similares al funcionamiento de la estrategia de divide y vencerás. Chris Hedges ha criticado las políticas identitarias como uno de los factores que generan una forma de "capitalismo corporativo" enmascarado como plataforma política, y que él cree "nunca detendrá el aumento de la desigualdad social, militarismo rampante, eliminación de libertades civiles y omnipotencia de los órganos de seguridad y vigilancia." El sociólogo Charles Derber afirma que la izquierda americana es "en gran parte un partido de política identitaria" y que "no ofrece crítica una amplia de la economía política capitalista. Se concentra en reformas para negros, mujeres y temas similares. Pero no ofrece un análisis contextual dentro del capitalismo." Tanto él como David North del Partido de Igualdad Socialista postulan que estos movimientos identitarios fragmentados y aislados qué penetran la izquierda han permitido una resurgencia ultraderechista.
Críticas a la política identitaria también han sido expresadas en otros campos por escritores como Eric Hobsbawm, Todd Gitlin, Michael Tomasky, Richard Rorty, Sean Wilentz, Robert W. McChesney, [ cita necesitada] y Jim Sleeper. [Aclaración requerida] Hobsbawm ha criticado los nacionalismos y el principio de la autodeterminación nacional adoptada en muchos países después de que Primera Guerra Mundial, pues los gobiernos nacionales son a menudo meramente una expresión de una clase gobernante, y su proliferación fue una fuente  de las guerras del siglo XX. Por esto, Hobsbawm argumenta que las políticas identitarias, como el nacionalismo queer, el Islamismo, el Nacionalismo Córnico o el Lealismo de Úlster son simplemente otras versiones del nacionalismo burgués. [cita requerida]. La idea de que la política identitaria (originada en un desafío al racismo, sexismo, y otros) oculta la desigualdad de clase está extendida en los Estados Unidos y otras naciones occidentales. Este marco teórico ignora cómo las políticas clasistas son política identitarias en sí mismas, según Jeff Sparrow.

### Críticas interseccionales
En su artículo de revista Mapendo los Márgenes: Interseccionalidad, Política Identitaria y Violencia contra Mujeres de Color, Kimberle Crenshaw trata las políticas identitarias como procesos que congregan a las personas según algún aspecto común de su identidad. Crenshaw aplaude las políticas identitarias por unir afroamericanos (y otras personas no blancas), gais y lesbianas, y otros en una comunidad. Pero ella también crritica esta forma de hacer política porque "frecuentemente mezcla o ignora diferencias intragrupales." Crenshaw argumenta que para las mujeres negras, al menos dos aspectos de su identidad son objetos de opresión: su carrera y su sexo. Así, a pesar de que las políticas identitarias son útiles,  debemos ser conscientes del rol de la interseccionalidad. Nira Yuval-Davis apoya las críticas hechas por Crenshaw en Interseccionalidad y Política Feminista y explica que "las identidades son narrativas individuales y colectivas que responden a la cuestión 'quién soy/somos/nosotros?" 
En Mapeando los Márgenes, Crenshaw ilustra su punto de vista utilizando la controversia Clarence Thomas/Anita Hill. Anita Hill acusó de acoso sexual al candidato del Tribunal Supremo de Justicia de los EE. UU., Clarence Thomas; Thomas sería el segundo juez afroamericano en el Tribunal Supremo. Crenshaw argumenta que Hill fue entonces considerada anti-negro por parte del movimiento antirracista, y a pesar de que ella habló sobre este acoso sexual frontalmente en términos de feminismo, fue excluida porque tratándose de feminismo, es el discurso de mujeres blancas de clase media el que prevalece. Crenshaw concluye que el reconocimiento de categorías que se entrecruzan cuándo grupos se unen con base en políticas identitarias es mejor que ignorar categorías del todo.

## Ejemplos
Una encuesta de Le Monde/IFOP en enero de 2011 conducida en Francia y Alemania, encontró que una mayoría sentía que los musulmanes  están "esparcidos impropiamente"; un analista para IFOP afirmó que los resultados indicaban algo "más allá del vínculo entre inmigración y seguridad, o inmigración y desempleo, hasta vincular el Islam con una amenaza a  la identidad".

### Identidad racial y etnocultural
La identidad étnica y racial son comúnmente mencionadas en la cultura popular, y cada vez más analizadas en medios de comunicación y redes sociales como una parte interconectada entre políticas y sociedad. Tanto un fenómeno de minorías como de mayorías, las políticas de identidad racial puede desarrollarse como reacción al legado histórico de opresión racial de un grupo, así como un asunto de identidad de grupo general:
Las políticas de identidad racial utilizan la conciencia racial - o las experiencias y memoria colectivas de un grupo - como el marco esencial para interpretar las acciones e intereses de todos los demás grupos sociales.
Carol M. Swain ha argumentado que el orgullo étnico no blanco y un "énfasis en políticas de identidad racial" ha fomentado el aumento del nacionalismo blanco como reacción. El antropólogo Michael Messner ha sugerido que la marcha  Million Man  fue un ejemplo de política identitario-racial en los Estados Unidos.

#### Política identitaria árabe
La política identitaria árabe consiste en políticas basadas en la identidad que derivan de la conciencia racial o etnocultural de personas árabes. En el regionalismo del Medio Oriente, tiene un significado particular en relación con las identidades nacionales y culturales de países no árabes, como Turquía e Irán. En su obra del 2010, Ser Árabe: Arabismo y la Política de Reconocimiento, academics Christopher Wise y Paul James desafían la idea de que, en la era posterior a la invasión de Afganistán e Irak, las políticas motivadas por una identidad árabe estaban por acabarse. Refutando la visión que ha "conducido a muchos analistas a concluir que la era de la política identitaria árabe ha pasado", Wise y James examinaron el desarrollo de estas políticas como una alternativa viable al fundamentalismo islámico en el mundo árabe.
Según Marc Lynch, la era posterior a la Primavera Árabe ha visto un incremento de políticas identitarias árabes, "marcadas por rivalidades estado-estado así como conflictos estado-sociedad". Lynch cree que esto está creando una nueva Guerra Fría Árabe, ya no caracterizada por la división sectaria sunita-chiita  sino por una identidad árabe reemergente en la región. Najla Said ha explorado su experiencia de vida en la política identitaria árabe en su libro "Buscando Palestina".

#### Política identitaria maorí
Debido a la competición entre conceptos tribales versus conceptos pan-maoríes, existe tanto un uso interno como externo de las políticas identitarias maoríes en Nueva Zelanda. Proyectadas externamente, estas políticas han sido una fuerza de quiebre en la política de Nueva Zelanda y en las concepciones post-coloniales de nacionalidad. Su desarrollo también ha sido explorado como causante de desarrollos de identidad étnica paralela en poblaciones no maoríes. La académica Alison Jones, en su obra coescrita "Tuai: un viajero de dos mundos", sugiere que una forma de política identitaria maorí, directamente opuesta a los Pākehā (neozealandeses blancos), ha proporcionado una "base de colaboración interna y una política de fuerza".
Una revista de 2009, del Ministerio de Desarrollo Social, identifica la política identitaria maorí, y reacciones sociales a la misma, como el factor más prominente detrás de los significativos cambios en la autoidentificación en el censo de 2006 de Nueva Zelanda.

#### Política identitaria blanca
Las políticas identitarias blancas consisten en la manifestación de la identidad etnocultural de las personas blancas en varios escenarios políticos nacionales, como los Estados Unidos o Australia.
En 1998, los científicos políticos Jeffrey Kaplan y Leonard Weinberg pronosticaron que a fines del siglo XX una "derecha radical euroamericana" promovería una política identitaria blanca transnacional, que evocaría narrativas de reivindicación popular o animaría la hostilidad contra no blancos y contra el multiculturalismo. En los EE. UU., los noticieros tradicionales han identificado la presidencia de Donald Trump como una señal del uso creciente y extendido de políticas identitarias blancas dentro del Partido Republicano y el paisaje político en general. Periodistas políticos, como Michael Scherer y David Smith han reportado sobre este desarrollo desde mediados de la década de 2010.
Ron Brownstein cree que el presidente Trump usa "política identitaria blanca" para reforzar su base y que esto finalmente limitará su capacidad de alcanzar votantes americanos no blancos en las elecciones presidenciales de 2020. Un análisis de cuatro años de Reuters e Ipsos coinciden en que "la marca de política identitaria blanca de Trump puede ser menos eficaz en la campaña de elección de 2020." Alternativamente, examinando la misma encuesta, David Smith ha escrito que "la adopción deTrump de políticas identitarias blancas puede trabajar a su favor" en 2020. Durante las Primarias presidenciales del Partido Demócratas, el candidato a la presidencia Pete Buttigieg públicamente advirtió que el presidente y su administración usan este tipo de políticas, las que según él son la forma más divisiva de política identitaria. El columnista Reihan Salam escribe no estar convencido de que Trump utiliza "políticas identitarias blancas" dado el hecho de que todavía cuenta con el soporte significativo de republicanos liberales y moderados – que son más favorables hacia la inmigración y la legalización de inmigrantes indocumentados – pero cree además que esto pueda devenir un asunto más grande: los blancos deviniendo una minoría y afirmando sus derechos tal y como otros grupos minoritarios. Salam también declara que un aumento en la "política identitaria" blanca dista mucho de ser segura dado los índices tan altos de matrimonio interracial y el ejemplo histórico de la una vez mayoritaria cultura angloprotestante incorporando una mayoría cultural blanca más amplia que incluye judíos, italianos, polacos, árabes, e irlandeses.
El columnista Ross Douthat, y el historiador Nell Irvin Painter analizando la tesis de Eric Kaufmann  argumentan que, desde la era Richard Nixon del Partido Republicano, tal fenómeno ha sido importante para la política de EE. UU., y que es causado por la diversidad racial derivada de la inmigración, que reduce la mayoría blanca, y genera una "cultura adversaria anti-mayoría". Escribiendo para Vox, el comentarista político Ezra Klein cree que el cambio demográfico ha alimentado la aparición de políticas identitarias blancas.